# Pteropera verrucigena
Pteropera verrucigena is een rechtvleugelig insect uit de familie veldsprinkhanen (Acrididae). De wetenschappelijke naam van deze soort is voor het eerst geldig gepubliceerd in 1891 door Karsch.